# Nariscus
Nariscus is een geslacht van wantsen uit de familie van de Alydidae (Kromsprietwantsen). Het geslacht werd voor het eerst wetenschappelijk beschreven door Stål in 1866.

## Soorten
Het genus bevat de volgende soorten:

- Nariscus cinctiventris (Germar, 1838)
- Nariscus conspurcatus Mancini, 1946
- Nariscus fisheri (Distant, 1908)
- Nariscus longirostris Linnavuori, 1974
- Nariscus spinosus (Burmeister, 1835)